# Отворено првенство Схертогенбосха
Отворено првенство Схертогенбосха (познато и по спонзорском имену Libéma Open) тениски је турнир за мушкарце и жене. Одржава се сваке године у Росмалену (близу Схертогенбосха) у Холандији на отвореним травнатим теренима. Од 2009. године део је серије АТП 250 турнира у мушкој конкуренцији и Међународних WTA турнира у женској конкуренцији.
Први пут је одржан 1989. године као тест такмичење а титулу је освојио Милослав Мечирж. Већ наредне 1990. постао је део новооснованог АТП тура а победник премијерног издања био је Амос Мансдорф. У том моменту то је био једини европски АТП турнир на трави ван Велике Британије. Такмичење код жена уведено је 1996. а Анке Хубер је била прва победница.
До 2014. турнир је организован једну недељу пре Вимблдона, да би од 2015. почињао недељу дана после Ролан Гароса па се и даље сматра добром припремом за Вимблдон. Њиме започиње сезона турнира на трави, којих код мушкараца има седам а код жена пет.

## Досадашњи називи турнира
- (1996)
- (1997–2001)
- (2002–2009)
- (2010–2012)
- (2013–2015)
- (2016–2017)
- (2018–)

## Протекла финала

### Мушкарци појединачно
| Година | Победник              | Финалиста          | Резултат                |
| ------ | --------------------- | ------------------ | ----------------------- |
| 1990.  | Амос Мансдорф         | Александар Волков  | 6:3, 7:6                |
| 1991.  | Кристијан Сачеану     | Михијел Схаперс    | 6:1, 3:6, 7:5           |
| 1992.  | Михаел Штих           | Џонатан Старк      | 6:4, 7:5                |
| 1993.  | Арно Беч              | Воли Масур         | 3:6, 6:3, 6:3           |
| 1994.  | Рихард Крајичек       | Карстен Браш       | 6:3, 6:4                |
| 1995.  | Карол Кучера          | Андерс Јерид       | 7:6(9:7), 7:6(7:4)      |
| 1996.  | Ричи Ренеберг         | Стефан Симијан     | 6:4, 6:0                |
| 1997.  | Рихард Крајичек (2)   | Гијом Рау          | 6:4, 7:6(9:7)           |
| 1998.  | Патрик Рафтер         | Мартин Дам         | 7:6(7:2), 6:2           |
| 1999.  | Патрик Рафтер (2)     | Андреј Павел       | 3:6, 7:6(9:7), 6:4      |
| 2000.  | Патрик Рафтер (3)     | Никола Ескиде      | 6:1, 6:3                |
| 2001.  | Лејтон Хјуит          | Гиљермо Кањас      | 6:3, 6:4                |
| 2002.  | Шенг Схалкен          | Арно Клеман        | 3:6, 6:3, 6:2           |
| 2003.  | Шенг Схалкен (2)      | Арно Клеман        | 6:3, 6:4                |
| 2004.  | Микаел Љодра          | Гиљермо Корија     | 6:3, 6:4                |
| 2005.  | Марио Анчић           | Микаел Љодра       | 7:5, 6:4                |
| 2006.  | Марио Анчић (2)       | Јан Херних         | 6:0, 5:7, 7:5           |
| 2007.  | Иван Љубичић          | Петер Веселс       | 7:6(7:5), 4:6, 7:6(7:4) |
| 2008.  | Давид Ферер           | Марк Жикел         | 6:4, 6:2                |
| 2009.  | Бенјамин Бекер        | Рамон Слојтер      | 7:5, 6:3                |
| 2010.  | Сергиј Стаховски      | Јанко Типсаревић   | 6:3, 6:0                |
| 2011.  | Дмитриј Турсунов      | Иван Додиг         | 6:3, 6:2                |
| 2012.  | Давид Ферер (2)       | Филип Печнер       | 6:3, 6:4                |
| 2013.  | Никола Маи            | Станислас Вавринка | 6:3, 6:4                |
| 2014.  | Роберто Баутиста Агут | Бенјамин Бекер     | 2:6, 7:6(7:2), 6:4      |
| 2015.  | Никола Маи (2)        | Давид Гофен        | 7:6(7:1), 6:1           |
| 2016.  | Никола Маи (3)        | Жил Милер          | 6:4, 6:4                |
| 2017.  | Жил Милер             | Иво Карловић       | 7:6(7:5), 7:6(7:4)      |
| 2018.  | Ришар Гаске           | Жереми Шарди       | 6:3, 7:6(7:5)           |
| 2019.  | Адријан Манарино      | Џордан Томпсон     | 7:6(9:7), 6:3           |

### Жене појединачно
| Година | Победница              | Финалисткиња        | Резултат                |
| ------ | ---------------------- | ------------------- | ----------------------- |
| 1996.  | Анке Хубер             | Хелена Сукова       | 6:4, 7:6(7:2)           |
| 1997.  | Руксандра Драгомир     | Миријам Ореманс     | 5:7, 6:2, 6:4           |
| 1998.  | Жили Алар Декижи       | Миријам Ореманс     | 6:3, 6:4                |
| 1999.  | Кристина Бранди        | Силвија Талаја      | 6:0, 3:6, 6:1           |
| 2000.  | Мартина Хингис         | Руксандра Драгомир  | 6:2, 3:0 (предаја)      |
| 2001.  | Жистин Енен            | Ким Клајстерс       | 6:4, 3:6, 6:3           |
| 2002.  | Елени Данилиду         | Јелена Дементјева   | 3:6, 6:2, 6:3           |
| 2003.  | Ким Клајстерс          | Жистин Енен         | 6:7(4:7), 3:0 (предаја) |
| 2004.  | Мери Пирс              | Клара Коукалова     | 7:6(8:6), 6:2           |
| 2005.  | Клара Коукалова        | Луција Шафаржова    | 3:6, 6:2, 6:2           |
| 2006.  | Михаела Крајичек       | Динара Сафина       | 6:3, 6:4                |
| 2007.  | Ана Чакветадзе         | Јелена Јанковић     | 7:6(7:2), 3:6, 6:3      |
| 2008.  | Тамарин Танасугарн     | Динара Сафина       | 7:5, 6:3                |
| 2009.  | Тамарин Танасугарн (2) | Јанина Викмајер     | 6:3, 7:5                |
| 2010.  | Жистин Енен (2)        | Андреа Петковић     | 3:6, 6:3, 6:4           |
| 2011.  | Роберта Винчи          | Јелена Докић        | 6:7(7:9), 6:3, 7:5      |
| 2012.  | Нађа Петрова           | Уршула Радвањска    | 6:4, 6:3                |
| 2013.  | Симона Халеп           | Кирстен Флипкенс    | 6:4, 6:2                |
| 2014.  | Коко Вандевеј          | Џенг Ђе             | 6:2, 6:4                |
| 2015.  | Камила Ђорђи           | Белинда Бенчич      | 7:5, 6:3                |
| 2016.  | Коко Вандевеј (2)      | Кристина Младеновић | 7:5, 7:5                |
| 2017.  | Анет Контавејт         | Наталија Вихљанцева | 6:2, 6:3                |
| 2018.  | Александра Крунић      | Кирстен Флипкенс    | 6:7(0:7), 7:5, 6:1      |
| 2019.  | Алисон Риск            | Кики Бертенс        | 0:6, 7:6(7:3), 7:5      |

### Мушки парови
| Година | Победници                                                       | Финалисти                                                       | Резултат                    |
| ------ | --------------------------------------------------------------- | --------------------------------------------------------------- | --------------------------- |
| 1990.  | Јакоб Хласек Михаел Штих                                        | Џим Граб Патрик Макенро                                         | 7:6, 6:3                    |
| 1991.  | Хендрик Јан Давидс Паул Хархојс                                 | Рихард Крајичек Јан Симеринк                                    | 6:3, 7:6                    |
| 1992.  | Џим Граб Ричи Ренеберг                                          | Џон Макенро Михаел Штих                                         | 6:4, 6:7, 6:4               |
| 1993.  | Патрик Макенро Џонатан Старк                                    | Дејвид Адамс Андреј Ољховски                                    | 7:6, 1:6, 6:4               |
| 1994.  | Стефен Нотебом Фернон Вибијер                                   | Петер Ниборг Дијего Наргизо                                     | 6:3, 1:6, 7:6               |
| 1995.  | Рихард Крајичек Јан Симеринк                                    | Хендрик Јан Давидс Андреј Ољховски                              | 7:5, 6:3                    |
| 1996.  | Пол Килдери Павел Визнер                                        | Андерс Јерид Данијел Нестор                                     | 7:5, 6:3                    |
| 1997.  | Јако Елтинг Паул Хархојс (2)                                    | Тревор Кронеман Дејвид Макферсон                                | 6:4, 7:5                    |
| 1998.  | Гијом Рау Јан Симеринк (2)                                      | Џошуа Игл Ендру Флорент                                         | 7:6, 6:2                    |
| 1999.  | Леандер Паес и Јан Симеринк против Елиса Фереире и Давида Рикла | Леандер Паес и Јан Симеринк против Елиса Фереире и Давида Рикла | меч није одигран због кише  |
| 2000.  | Мартин Дам Цирил Сук                                            | Паул Хархојс Сандон Стол                                        | 6:4, 6:7(5:7), 7:6(7:5)     |
| 2001.  | Паул Хархојс (3) Шенг Схалкен                                   | Мартин Дам Цирил Сук                                            | 6:4, 6:4                    |
| 2002.  | Мартин Дам (2) Цирил Сук (2)                                    | Паул Хархојс Брајан Макфи                                       | 7:6(8:6), 6:7(6:8), 6:4     |
| 2003.  | Мартин Дам (3) Цирил Сук (3)                                    | Доналд Џонсон Леандер Паес                                      | 7:5, 7:6(7:4)               |
| 2004.  | Мартин Дам (4) Цирил Сук (4)                                    | Ларс Бургсмилер Јан Вацек                                       | 6:3, 6:7(7:9), 6:3          |
| 2005.  | Цирил Сук (5) Павел Визнер (2)                                  | Томаш Цибулец Леош Фридл                                        | 6:3, 6:4                    |
| 2006.  | Мартин Дам (5) Леандер Паес                                     | Арно Клеман Крис Хагард                                         | 6:1, 7:6(7:3)               |
| 2007.  | Џеф Куци Рогир Васен                                            | Мартин Дам Леандер Паес                                         | 3:6, 7:6(7:5), [12:10]      |
| 2008.  | Марио Анчић Јирген Мелцер                                       | Махеш Бупати Леандер Паес                                       | 7:6(7:5), 6:3               |
| 2009.  | Весли Муди Дик Норман                                           | Јохан Брунстрем Жан-Жилијен Ројер                               | 7:6(7:3), 6:7(8:10), [10:5] |
| 2010.  | Роберт Линдстет Орија Текау                                     | Лукаш Длоухи Леандер Паес                                       | 1:6, 7:5, [10:7]            |
| 2011.  | Данијеле Брачали Франтишек Чермак                               | Роберт Линдстет Орија Текау                                     | 6:3, 2:6, [10:8]            |
| 2012.  | Роберт Линдстет (2) Орија Текау (2)                             | Хуан Себастијан Кабал Дмитриј Турсунов                          | 6:3, 7:6(7:1)               |
| 2013.  | Макс Мирни Орија Текау (3)                                      | Андре Бегеман Мартин Емрих                                      | 6:3, 7:6(7:4)               |
| 2014.  | Жан-Жилијен Ројер Орија Текау (4)                               | Сантијаго Гонзалез Скот Липски                                  | 6:3, 7:6(7:3)               |
| 2015.  | Иво Карловић Лукаш Кубот                                        | Пјер-Иг Ербер Никола Маи                                        | 6:2, 7:6(11:9)              |
| 2016.  | Мате Павић Мајкл Винус                                          | Доминик Ингло Равен Класен                                      | 3:6, 6:3, [11:9]            |
| 2017.  | Лукаш Кубот (2) Марсело Мело                                    | Равен Класен Раџив Рам                                          | 6:3, 6:4                    |
| 2018.  | Доминик Ингло Франко Шкугор                                     | Равен Класен Мајкл Винус                                        | 7:6(7:3), 7:5               |
| 2019.  | Доминик Ингло (2) Остин Крајичек                                | Маркус Данијел Весли Колхоф                                     | 6:4, 4:6, [10:4]            |

### Женски парови
| Година | Победнице                                     | Финалисткиње                                  | Резултат                     |
| ------ | --------------------------------------------- | --------------------------------------------- | ---------------------------- |
| 1996.  | Лариса Савченко Бренда Шулц-Макарти           | Кристи Богерт Хелена Сукова                   | 6:4, 7:6(9:7)                |
| 1997.  | Ева Мелихарова Хелена Вилдова                 | Карина Хабшудова Флоренсија Лабат             | 6:3, 7:6(8:6)                |
| 1998.  | Сабине Апелманс Миријам Ореманс               | Каталина Крстеа Ева Мелихарова                | 6:7(4:7), 7:6(8:6), 7:6(7:5) |
| 1999.  | Силвија Фарина Рита Гранде                    | Кара Блек Кристи Богерт                       | 7:5, 7:6(7:2)                |
| 2000.  | Ерика Делоне Никол Прат                       | Кетрин Баркли Карина Хабшудова                | 7:6(8:6), 4:3 (предаја)      |
| 2001.  | Руксандра Драгомир Нађа Петрова               | Ким Клајстерс Миријам Ореманс                 | 7:6(7:5), 6:7(5:7), 6:4      |
| 2002.  | Кетрин Баркли Мартина Милер                   | Бјанка Ламаде Магдалена Малејева              | 6:4, 7:5                     |
| 2003.  | Јелена Дементјева Лина Красноруцка            | Нађа Петрова Мери Пирс                        | 2:6, 6:3, 6:4                |
| 2004.  | Лиза Макшеј Милагрос Секвера                  | Јелена Костанић Клодин Шаул                   | 7:6(7:3), 6:3                |
| 2005.  | Анабел Медина Гаригес Динара Сафина           | Ивета Бенешова Нурија Љагостера Вивес         | 6:4, 2:6, 7:6(13:11)         |
| 2006.  | Ци Јан Џенг Ђе                                | Ана Ивановић Марија Кириленко                 | 3:6, 6:2, 6:2                |
| 2007.  | Џан Јунгжан Џуанг Ђажунг                      | Анабел Медина Гаригес Вирхинија Руано Паскуал | 7:5, 6:2                     |
| 2008.  | Марина Ераковић Михаела Крајичек              | Лига Декмеијере Анџелик Кербер                | 6:3, 6:2                     |
| 2009.  | Сара Ерани Флавија Пенета                     | Михаела Крајичек Јанина Викмајер              | 6:4, 5:7, [13:11]            |
| 2010.  | Ала Кудрјавцева Анастасија Родионова          | Ванја Кинг Јарослава Шведова                  | 3:6, 6:3, [10:6]             |
| 2011.  | Барбора Захлавова Стрицова Клара Закопалова   | Доминика Цибулкова Флавија Пенета             | 1:6, 6:4, [10:7]             |
| 2012.  | Сара Ерани (2) Роберта Винчи                  | Марија Кириленко Нађа Петрова                 | 6:4, 3:6, [11:9]             |
| 2013.  | Ирина-Камелија Бегу Анабел Медина Гаригес (2) | Доминика Цибулкова Аранча Пара Сантонха       | 4:6, 7:6(7:3), [11:9]        |
| 2014.  | Марина Ераковић (2) Аранча Пара Сантонха      | Михаела Крајичек Кристина Младеновић          | 0:6, 7:6(7:5), [10:8]        |
| 2015.  | Ејша Мухамед Лаура Зигемунд                   | Јелена Јанковић Анастасија Пављученкова       | 6:3, 7:5                     |
| 2016.  | Оксана Калашњикова Јарослава Шведова          | Ксенија Кнол Александра Крунић                | 6:1, 6:1                     |
| 2017.  | Доминика Цибулкова Кирстен Флипкенс           | Кики Бертенс Деми Схурс                       | 4:6, 6:4, [10:6]             |
| 2018.  | Елисе Мертенс Деми Схурс                      | Кики Бертенс Кирстен Флипкенс                 | 3:3 (предаја)                |
| 2019.  | Шуко Аојама Александра Крунић                 | Лесли Керкхове Бибијан Схофс                  | 7:5, 6:3                     |

## Рекордери по броју титула

### Мушкарци појединачно
- Патрик Рафтер: 3 (1998–2000.)
- Никола Маи: 3 (2013, 2015, 2016.)

### Жене појединачно
- Жистин Енен: 2 (2001, 2010.)
- Тамарин Танасугарн: 2 (2008, 2009.)
- Коко Вандевеј: 2 (2014, 2016.)

### Мушки парови
- Мартин Дам: 5 (2000, 2002–2004, 2006.)
- Цирил Сук: 5 (2000, 2002–2005.)

### Женски парови
- Анабел Медина Гаригес: 2 (2005, 2013.)
- Марина Ераковић: 2 (2008, 2014.)
- Сара Ерани: 2 (2009, 2012.)